# Mark King (musiker)
 Der er flere personer med dette navn, se Mark King.
Mark King (født 20. oktober 1958) er en engelsk musiker fra Isle of Wight. Han er mest kendt for at være bassist og sanger i bandet Level 42. I begyndelsen af 1980'erne var King med til at popularisere slap-stilen på el-bas ved at inkorporere den i popmusik.

## Diskografi (solo)

### Album
- Influences (1984)
- One Man (1998)
- Trash (1999)
- Live at the Jazz Cafe (1999) (live)
- Live on the Isle of Wight (2000) (live)

### Singler
- "I Feel Free" (1984) UK #96
- "Bitter Moon" (1998)

### DVD'er
- Mark King – Ohne filter (1999) (live)
- Mark King Group – Live at the Jazz Cafe (1999) (live)
- Grupo Mark King – Live at the Isle of Wight (2000) (live)

## Eksterne links
- Officiel hjemmeside for Level 42 (engelsk)